# Love Is the Drug
Love Is the Drug è il primo singolo del gruppo rock inglese dei Roxy Music, estratto dal loro quinto album Siren del 1975.

## Il brano
Questo brano era nato come una composizione strumentale di Andy Mackay, in seguito Brian Ferry ha aggiunto le parole. La linea di basso del bassista John Gustafson ha avuto grande influenza sulla successiva musica funk.
Il singolo si è classificato al 2º posto nella Official Singles Chart nel Regno Unito e al 30º posto nella classifica Billboard Hot 100 negli Stati Uniti all'inizio del 1976. È stato il miglior piazzamento del gruppo nelle classifiche americane dei singoli, mentre nel Regno Unito è stato superato solo dalla loro cover di Jealous Guy di John Lennon, pubblicata nel 1981.

## Video
Il video musicale del brano mostra la band che suona in uno studio televisivo. Ferry e le coriste indossano rispettivamente abiti da pilota e assistenti di volo, il cantante mostra anche una vistosa benda sull'occhio destro.

## Tracce
1. Love Is the Drug – 3:58 (B.Ferry, A. Mackay)
2. Sultanesque – 5:24 (B. Ferry)

## Cover
Sono state fatte numerose cover di questo brano da diversi artisti:
- Grace Jones ha registrato Love Is the Drug per il suo album  Warm Leatherette del 1980, pubblicato come secondo singolo.
- I Divynils ne hanno realizzato una versione per la colonna sonora del film Super Mario Bros. nel 1993, poi apparsa nelle loro compilation The Collection del 1994 e Make You Happy del 1997.
- Melissa Auf der Maur ne ha registrato una versione minimalista autoprodotta nella Shanti Project Collection – 2 del 2000, con solo voce, basso e drum machine[6].
- Kylie Minogue ha registrato il brano nella compilation Radio 1 Established 1967 del 2007

## Formazione
Roxy Music
- Brian Ferry – voce, piano
- Andy Mackay – oboe, sassofono
- Phil Manzanera – chitarra
- John Gustafson – basso
- Eddie Jobson – tastiere, sintetizzatore, violino
- Paul Thompson – batteria

## Classifiche
Posizioni massime
| Classifica (1975-76) | Posizione massima |
| -------------------- | ----------------- |
| Australia (ARIA)     | 18                |
| Canada (RPM)         | 3                 |
| Stati Uniti          | 30                |
| Regno Unito          | 2                 |